# Тонарий

Тонарий из аббатства Св.Марциала (Лимож, XI в.; ныне в Парижской национальной библиотеке, lat.1118). Мелодии-модели первого тона показаны невмой (2) NONENOEANE и псалмовым тоном на стандартный текст доксологии Gloria Patri et Filio.... Основополагающую значимость первого тона (см. заглавие: autentus protus, auctoritas prima) удостоверяет Давид-псалмопевец, аккомпанирующий себе на трёхструнной смычковой роте

Тона́рий (лат. tonale, tonarius, tonarium, intonarium) — тип старинной певческой (обиходной и дидактической) книги.

## Краткая характеристика
Тонарий был распространён в Средние века (преимущественно в X—XII веках, вплоть до XV века); содержал тексты и ноты григорианских хоралов, классифицированные по принадлежности к восьми церковным тонам. Включал антифоны мессы и оффиция, реже респонсории и другие жанры/формы григорианики. Тонарии также показывали псалмовые тоны (схемы распева псалмов) и формульные мелодии (на библейские или новосочинённые тексты, в том числе бессмысленные наборы слогов вроде NOEANE), выполнявшие функцию настройки на лад (лат. intonatio).
При постоянном увеличении церковных распевов в католическом богослужении более невозможно было удержать в памяти, какой распев к какому тону относится. При этом модальные атрибуции одних и тех же мелодий (или только текстов, в случае, если мелодия в тонарии не указана) зачастую не совпадают. Утилитарная функция тонария состояла в том, чтобы зафиксировать ассоциацию того или иного антифона с соответствующим псалмовым тоном и показать певчему (в виде типовых окончаний—дифференций) наиболее плавную и естественную связь распеваемого псалма с обрамляющим его антифоном.
Первые тонарии (самый древний — из Сен-Рикье, конец VIII в.) содержали только инципиты распеваемых текстов, без нот, поскольку традиция передачи мелодических формул была исключительно устной. Начиная с X в. (впервые в анонимном трактате «Commemoratio brevis de tonis et psalmis modulandis») тонарии начали нотировать. Невмами (также дасийными, позже квадратными нотами) записывались как формульные мелодии, так и мелодические инципиты собственно распевов.
Среди знаменитых сохранившихся тонариев: тонарий из Меца (не нотирован, около 830 г.), анонимный тонарий «Commemoratio brevis», тонарии Регино Прюмского (X в.), дижонского аббатства св. Венигна (конец X или начало XI в.), Берно из Райхенау (XI в.), Иоанна Аффлигемского (Коттона), Фрутольфа из Михельсберга (Фрутольфа Бамбергского), цистерцианский «Тонарий св. Бернарда» (все — XII в.), Солсберийский («Сарумский») тонарий (XIII в., самый значительный в английской традиции), Гуго Шпехтсхарта (1332, в стихотворной форме), неизвестного картезианца (XV в.).